# Gustave Prouvost
Gustave Prouvost (* 25. März 1887 in Tourcoing; † im 20. Jahrhundert) war ein französischer Wasserballspieler.

## Karriere
Prouvost nahm an den Olympischen Spielen 1912 in Stockholm teil. Hier erreichte er mit der französischen Nationalmannschaft den fünften Rang.